# Juan de Álava
Juan de Álava, appelé aussi Juan de Ibarra, est un maître maçon et architecte espagnol du début de la Renaissance, né à Larrínoa, Cigoitia (Alava), en 1480, et mort à Salamanque en septembre 1537.
Il a été un des plus grands maîtres espagnols dans la première phase de la Renaissance, c'est-à-dire dans le style plateresque. Il a été formé dans l'architecture gothique. Il s'est concentré sur décoration où il a introduit des éléments de la Renaissance romaine sur des structures essentiellement gothiques, avec l'usage de grotesques capricieux et d'une élégante fantaisie. Il a conçu les façades comme des murs opaques revêtues d'ornements délicats qui se voient comme une répétition d'éléments décoratifs d'une certaine banalité.
Il a surtout travaillé autour de Salamanque, puis son style s'est diffusé à tout le nord-ouest de l'Espagne jusqu'en Galice et l'Estramadure.

## Biographie
On a peu de documents concernant ses origines.
Selon Llaguno il aurait travaillé sur la chapelle majeure (capilla mayor) de la cathédrale de Plasencia en 1498, mais Fernando Chueca Goitia émet des doutes sur cette information. La seule information certaine est qu'il a travaillé sur cette cathédrale avec Francisco Colonia en 1513. Son nom n'apparaît d'une manière sûre qu'en 1505 quand il travaille avec Miguel ou Michel (Gaibar ?) pour la sacristie de la chapelle de l'université de Salamanque
En 1508 il est cité comme habitant de Salamanque : « J davala, cantero, vo larrinyco, obpdo. de calahorra sale fiador de Anto de Lorrena, entallador, en Salamanca ».
Il est à Saint-Jacques-de-Compostelle en 1510 pour voir le site et étudier des plans pour la réalisation du nouveau cloître de la cathédrale à la demande de l'archevêque Alonso de Fonseca y Ulloa (es).
En 1512 il participe à la commission composée de 9 maîtres maçons chargés de définir le programme de la construction de la nouvelle cathédrale de Salamanque.
Il se rend à Séville en 1513 avec Juan de Badajoz le Vieux et Juan Gil de Hontañón pour y voir l'œuvre de la chapelle majeure de la cathédrale où ils ont défini sa forme et ont fait les plans. Puis il s'est regroupé avec Francisco Colonia pour assurer la maîtrise de la nouvelle cathédrale de Plasencia.
Il revient à Séville en 1515 pour voir les ouvrages avec les maîtres Enrique Egas et Juan Gil de Hontañón. Il s'engage dans le projet de chapelle royale de la cathédrale de Séville avec Enrique Egas.
En 1516 il est consulté pour la réalisation de la chapelle majeure du convent des Augustins de Salamanque et de Cuenca ainsi que sur le collège de Cuenca.
En 1517 il est chargé de réaliser la façade principale de la nouvelle cathédrale de Plasencia. Il est toujours à Plasencia en 1519 où il fait les plans d'une maison.

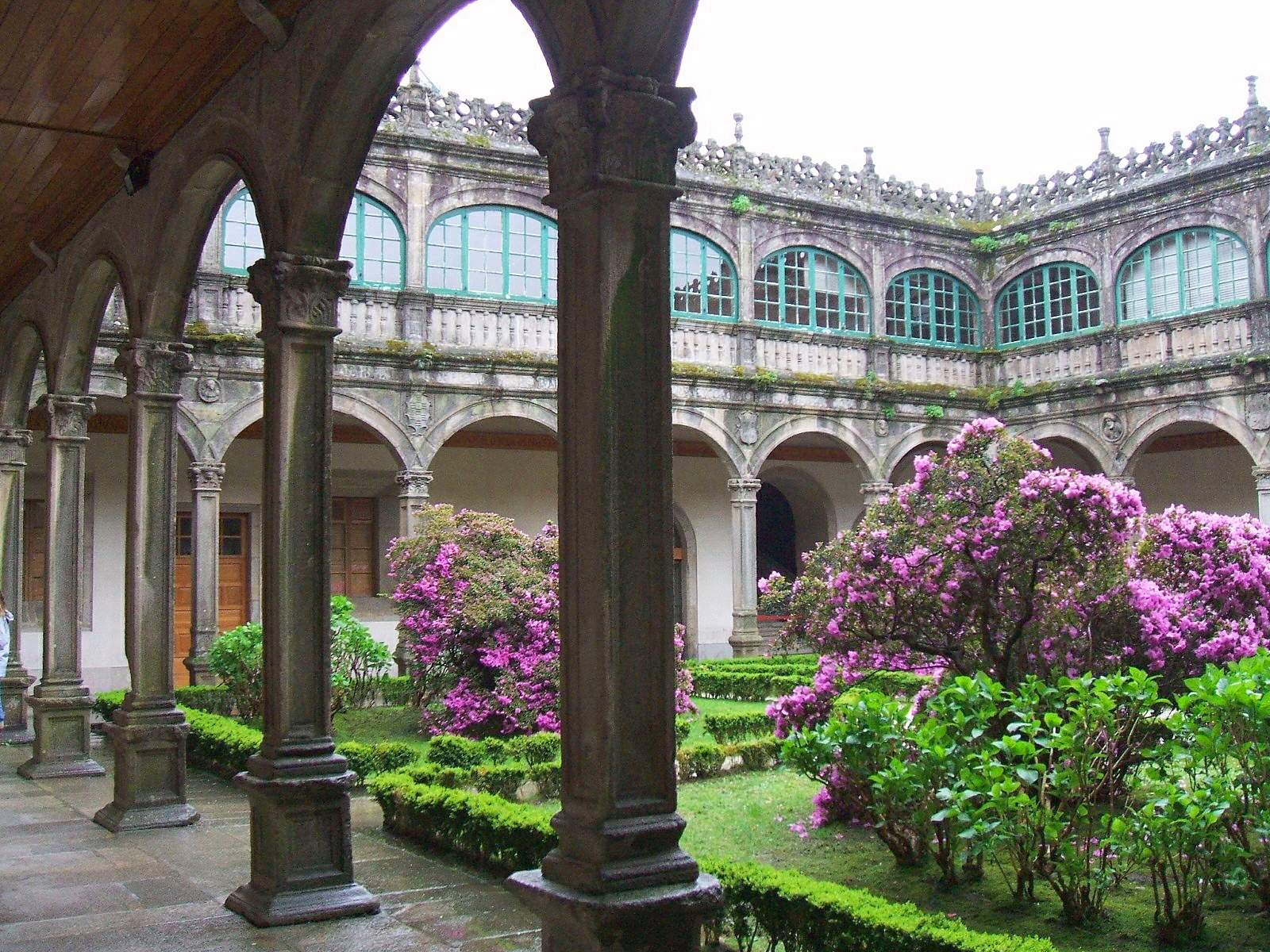
Collège de Santiago Alfeo de l'université de Saint-Jacques-de-Compostelle, actuelle bibliothèque de l'université

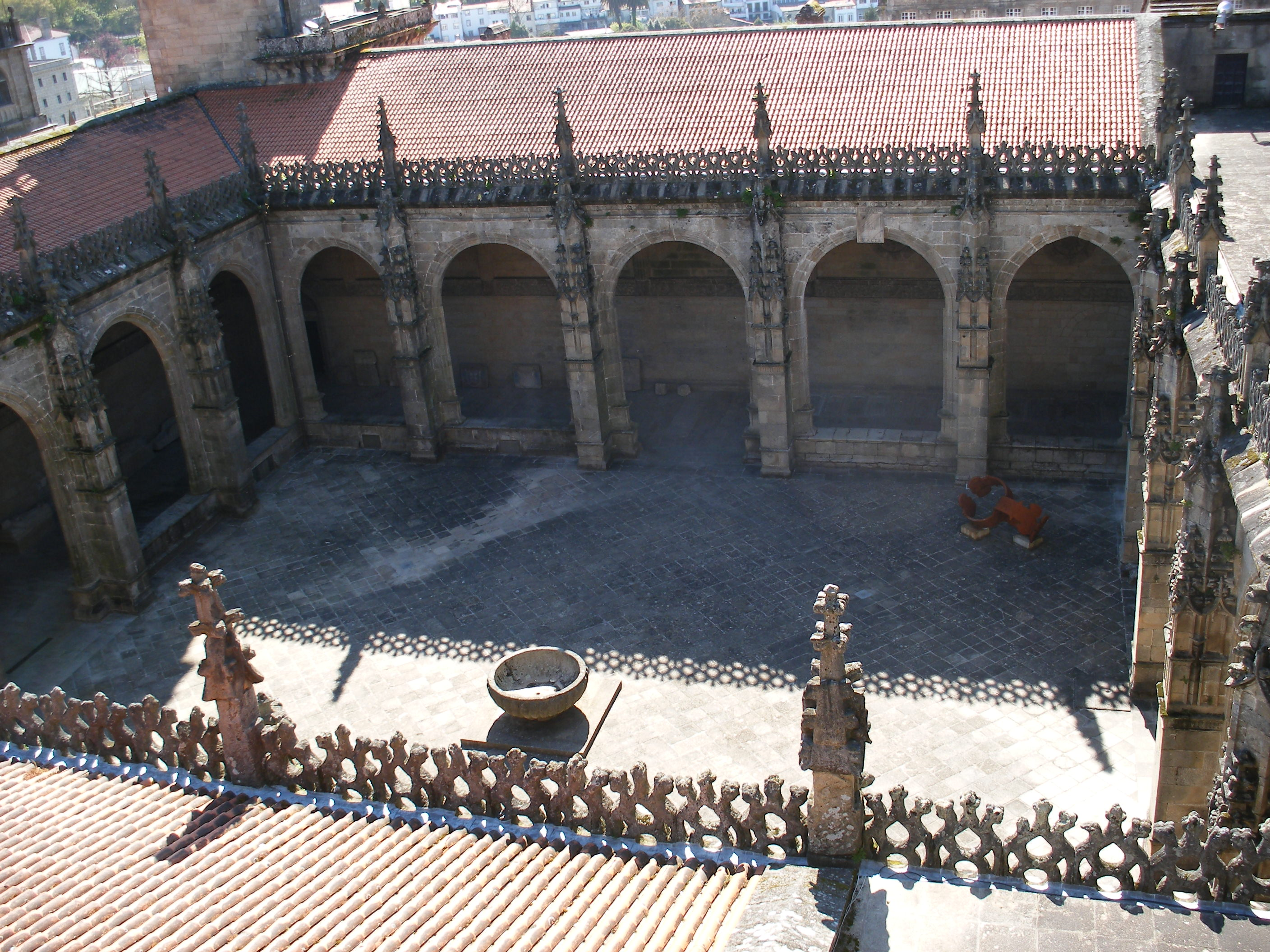
Nouveau cloître de la cathédrale de Saint-Jacques-de-Compostelle

Les plans qu'il a proposés pour la construction du nouveau cloître de Saint-Jacques-de-Compostelle présentaient des difficultés. Pour les traiter le chapitre a réuni une conférence en 1518 avec plusieurs maîtres maçons dont Juan Gil de Hontañón, probablement son fils, Juan Gil de Hontañón le Jeune (el Mozo), Juan de Badajoz le Vieux, Alonso de Covarrubias et Juan de Álava. C'est probablement à l'occasion de ce voyage qu'il a fait les plans pour faire du Pazo de Fonseca le collège de Santiago Alfeo de l'université de Saint-Jacques-de-Compostelle à la demande de l'archevêque Alonso III. La construction du nouveau cloître n'a commencé qu'en 1521. Le collège de Santiago Alfeo a été construit sous la supervision d'Alonso de Covarrubias, et, entre 1522 et 1544, par Alonso de Guntín et Jácome García.

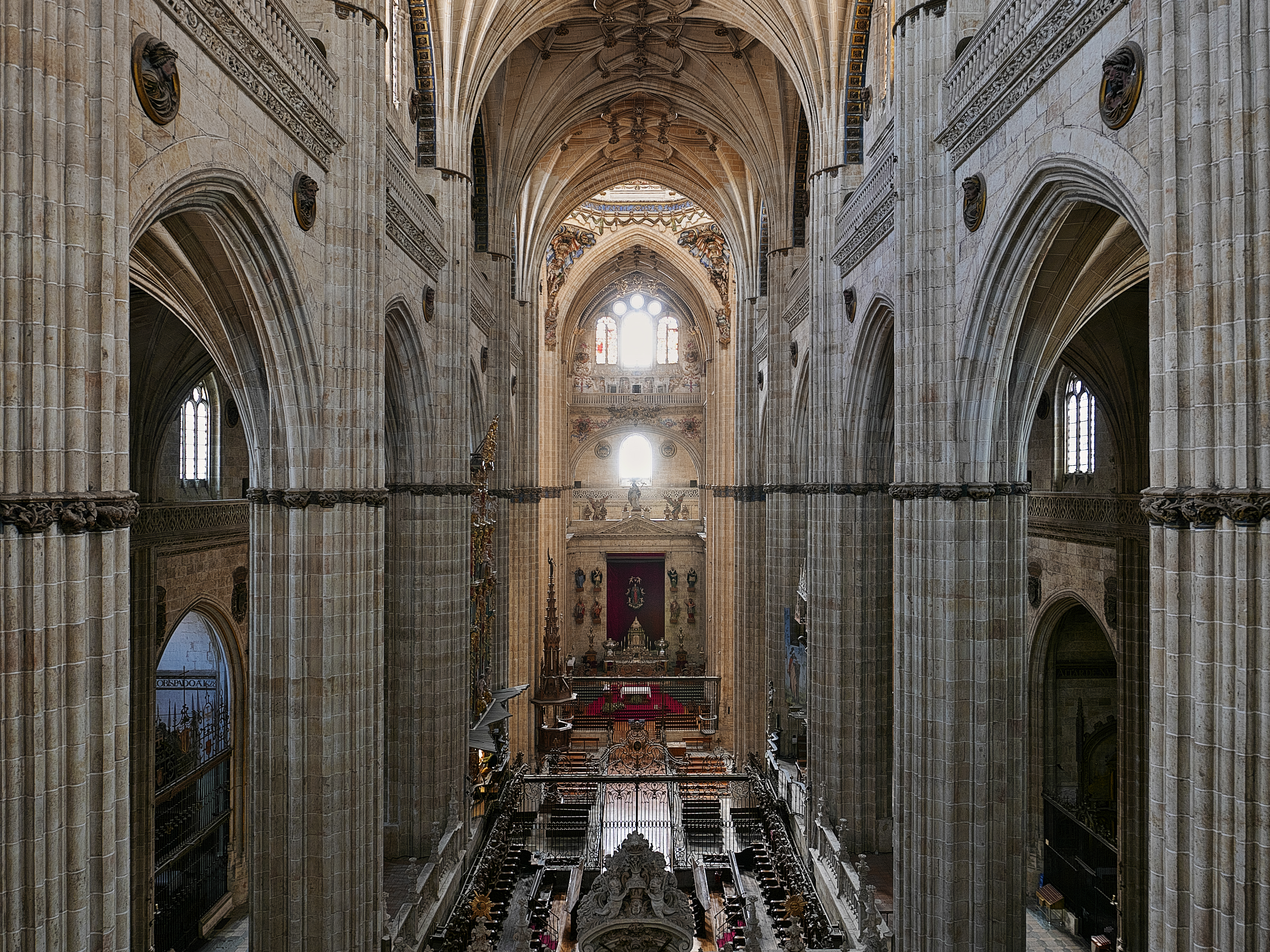
Nef centrale de la nouvelle cathédrale de Salamanque

Il est à Salamanque en 1520 où il prend en charge la construction à la pièce des chapelles latérales du côté de l'épître (côté droit) de la nouvelle cathédrale de Salamanque.
Début de la construction du cloître de la cathédrale de Saint-Jacques-de-Compostelle en 1521. La première pierre est posée par l'archevêque de Saint-Jacques-de Compostelle en avril 1521. Le 24 mai est signé le contrat de maître d'œuvre principal entre Juan de Álava et le chapitre. Le chapitre a désigné Johan Dalba comme maître maçon du nouveau cloître car Juan de Álava doit être présent à Salamanque. Il revient chaque année à Saint-Jacques-de-Compostelle jusqu'en 1527.
Il est à Plasencia où il œuvre sur la croisée du transept de la cathédrale. À Salamanque, il répond aux recommandations de Juan de Badajoz le Vieux et de Francisco Colonia. Il revient à Saint-Jacques-de-Compostelle où pendant son absence il a été remplacé par Jácome García comme maître pour la construction du nouveau cloître. Les discussions sur les recommandations sur la conception de la cathédrale de Salamanque continuent en 1523 et il revient à Saint-Jacques-de-Compostelle pour discuter avec le chapitre au printemps.

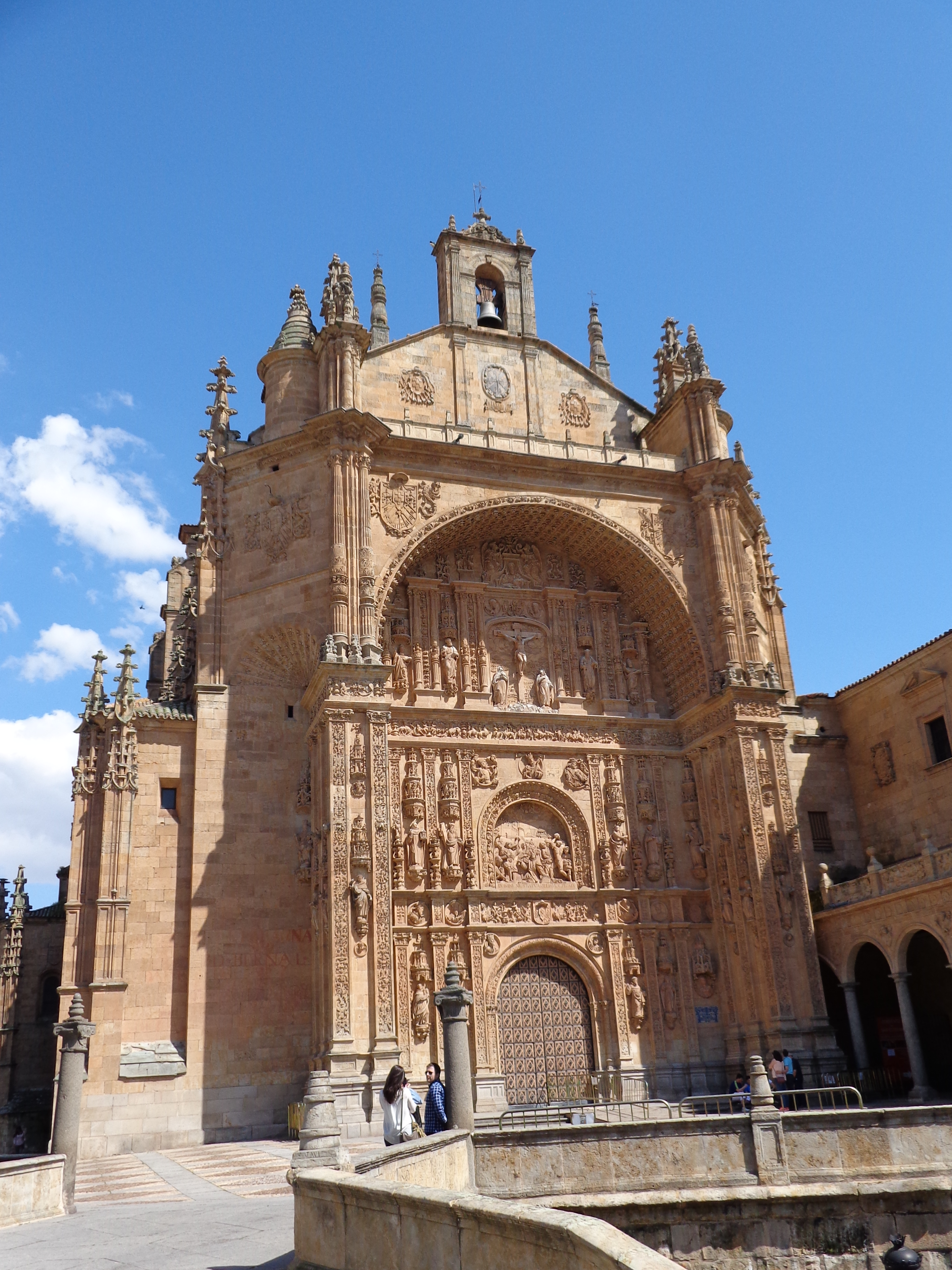
Façade de l'église du Convento de San Esteban de Salamanque

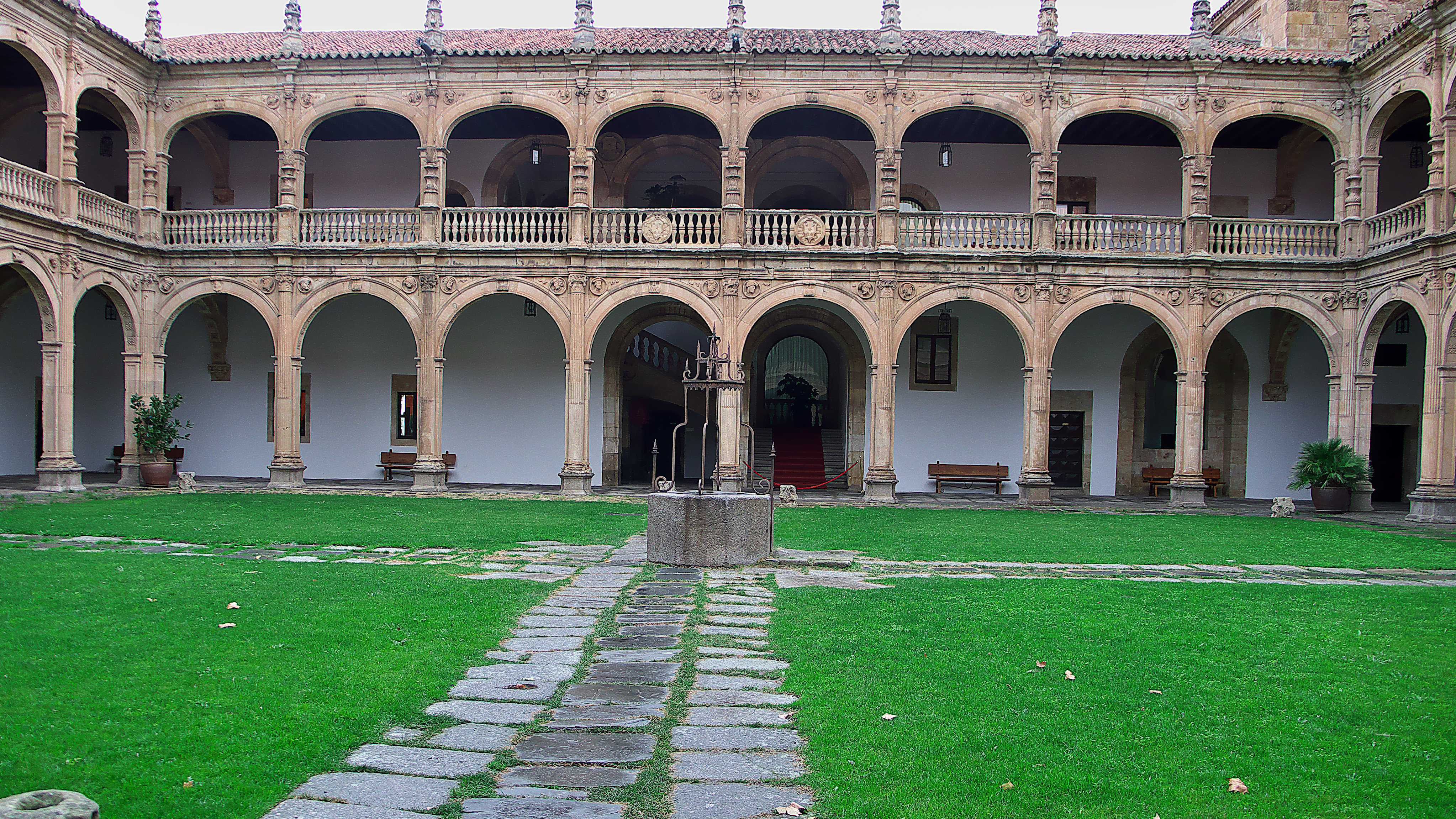
Colegio Mayor de Santiago el Zebedeo ou Colegio del Arzobispo de Salamanque

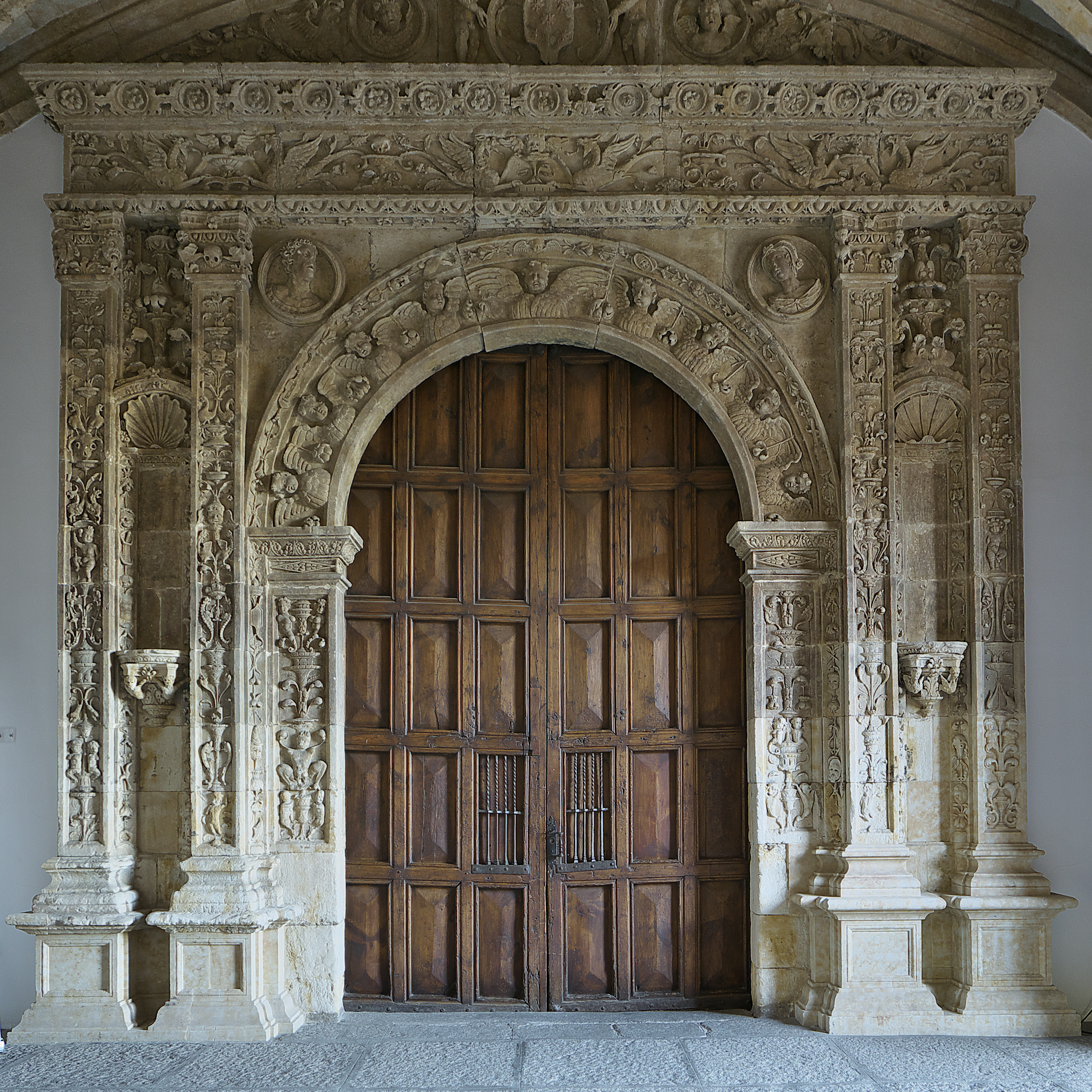
Colegio Mayor de Santiago el Zebedeo : porte de la chapelle

En 1524 : église du monastère dominicain de San Esteban de Salamanque. Il en a fait les plans et commencé la construction qui a été poursuivie par le frère Martín de Santiago auquel a succédé Rodrigo Gil de Hontañón. L'église a été consacrée en 1610.
Il retourne en 1525 à Saint-Jacques-de-Compostelle à la demande de Juan Pardo de Tavera, archevêque de Saint-Jacques-de-Compostelle, pour étudier les bâtiments de la Mitra.
En 1527, il est sollicité avec Juan Gil de Hontañón le Jeune et le moine Eugenio de Valparaiso pour la bibliothèque de l'université qui menace ruine.
Il se retrouve à Zamora en 1529 où il dut travailler sur la chapelle majeure de la cathédrale de Zamora puis il revient à Salamanque pour informer l'université sur l'état de la bibliothèque. Il écrit un avis sur l'œuvre de la cathédrale de Ségovie auquel répond Enrique Egas et Felipe Bigarny mais qui a été approuvé par Alonso de Covarrubias. La même année il est chargé de la construction du Colegio Mayor de Santiago el Zebedeo fondé en 1519 à Salamanque par l'archevêque Alonso III Fonseca puis collège des Irlandais dont la construction va durer jusqu'en 1544. Le 16 juillet 1529, il est maître maçon du Théâtre de l'université de Salamanque et en novembre il est avec Covarrubias sur la bibliothèque.
En 1531 il est nommé inspecteur des travaux de la cathédrale de Salamanque. En 1532, il évalue les travaux faits par Rodrigo Gil de Hontañón dans la chapelle du Doyen Don Diego Vázquez de Cepeda dans l'église du monastère de San Francisco de Zamora mais son estimation n'est pas acceptée à cause de l'amitié avec son père. Il se rend à Saint-Jacques-de-Compostelle en 1533 et 1534. En 1534 il est nommé maître d'œuvre de la nouvelle cathédrale de Salamanque et le reste jusqu'à sa mort en septembre 1537. Il est allé présenter des plans en mars 1537 à Plasencia.